# Escher (Auetal)
Escher è una frazione (Ortsteil) del comune di Auetal, nel land della Bassa Sassonia, in Germania.

## Storia
Già comune autonomo nel circondario della contea di Schaumburg, fu soppresso e incorporato ad Hattendorf il 1º marzo 1974; insieme con Hattendorf, fu unito ad Auetal il 1º aprile successivo.